# Solanum shirleyanum
Solanum shirleyanum är en potatisväxtart som beskrevs av Karel Domin. Solanum shirleyanum ingår i släktet skattor som ingår i familjen potatisväxter. Inga underarter finns listade i Catalogue of Life.